# 地球環境基金
地球環境基金（ちきゅうかんきょうききん、JFGE:Japan Fund for Global Environment）は、環境省所管の独立行政法人環境再生保全機構により運用される環境基金の一つ。民間団体の環境保全活動へ資金助成を行う助成事業と、間接的に民間団体のための基盤整備を行うための調査研究、情報提供、研修を行う振興事業を行う。日本国内の環境基金としては最大規模のひとつ。

## 設立の経緯
1992年6月、ブラジルのリオデジャネイロにおいて「環境と開発に関する国連会議」（地球サミット）が開催された際、日本国政府は民間の環境保全活動に対し、資金的支援の仕組みを整備することを表明。これを受けて環境庁(当時）が中心となり、地球環境基金の制度化に向けた立案検討、日本の環境保全活動団体（環境NGO）の状況調査等が積極的に進められた。そして、1993年の第123通常国会で、政府提案による「環境事業団法の一部を改正する法律」が制定され、1993年5月28日に、環境保全に関する事業を専門的に行う特殊法人である環境事業団に「地球環境基金」が創設された。 その後2004年４月１日より、地球環境基金は独立行政法人環境再生保全機構へ移管された。

## 概要
地球環境基金は国と民間の双方からの資金拠出に基づいて基金を設け、その運用益等を以って内外の民間団体（NGO・NPO）による環境保全活動への助成その他の支援を行うものである。その支援の内容は、直接的に民間団体の環境保全活動へ資金助成を行う助成事業と、間接的に民間団体のための基盤整備を行うための調査研究、情報提供、研修を行う振興事業の二本立てとなっている。

## 業務
助成事業
- 助成事業の対象団体

日本国内外の民間団体が対象。海外の団体の活動地域は開発援助委員会により指定された開発途上国とする。
上記民間団体とは法律上「民間の発意に基づき活動を行う法人その他の団体」と規定され、財団法人、社団法人、特定非営利活動法人（NPO法人）のほか、法人格のない団体なども対象となる。
- 助成対象活動

自然保護・保全・復元、森林保全・緑化、砂漠化防止、環境保全型農業、地球温暖化防止、循環型社会形成、大気・水・土壌環境保全、総合環境教育・保全活動、東日本大震災関連活動、その他の環境保全活動が助成対象となる。
振興事業
振興事業は、環境NGO・NPOの活動基盤として重要な情報や人材面でのバックアップを行い、NGO・NPOによる環境保全活動の全般的な振興を図ろうとするものである。具体的には、内外の関係NGO・NPOの活動状況等に関する情報を集め（調査研究）、新たな活動の展開のためにこれらの情報を必要とする関係者等に提供（情報提供）したり、現にNGO活動に参加しているスタッフや環境保全活動への関心を有する人々のために研修（研修事業）を行う。

## 地球環境基金の実施状況
- 事業費の推移

助成事業、振興事業を合わせて1990年代後半から2000年代前半までは概ね8億円程度で推移していたが、近年は概ね6億円程度で推移している。
- 地球環境基金の造成状況

創設当初は政府・民間拠出金を合わせて20億円程度だが、2000年ころから140億円弱の額で推移している。
- 助成件数の推移

基金創設以来4000件を超える活動に対して助成を行っている。割合的には国外よりも国内の活動に対して多く助成を行っている。
国内については東京や大阪などの都市部の助成件数が多い傾向にあるものの、北海道から沖縄まで万遍なく助成している。
- 助成金額の推移

助成金額は基金の運用益や民間からの寄付金によるため、年によってバラつきが見られる。
近年は6億円程度で推移しており、例えば190件の活動に対し助成した2013年では1件あたり平均で330万円程度の助成金を交付している。